# Tomasz Ujejski

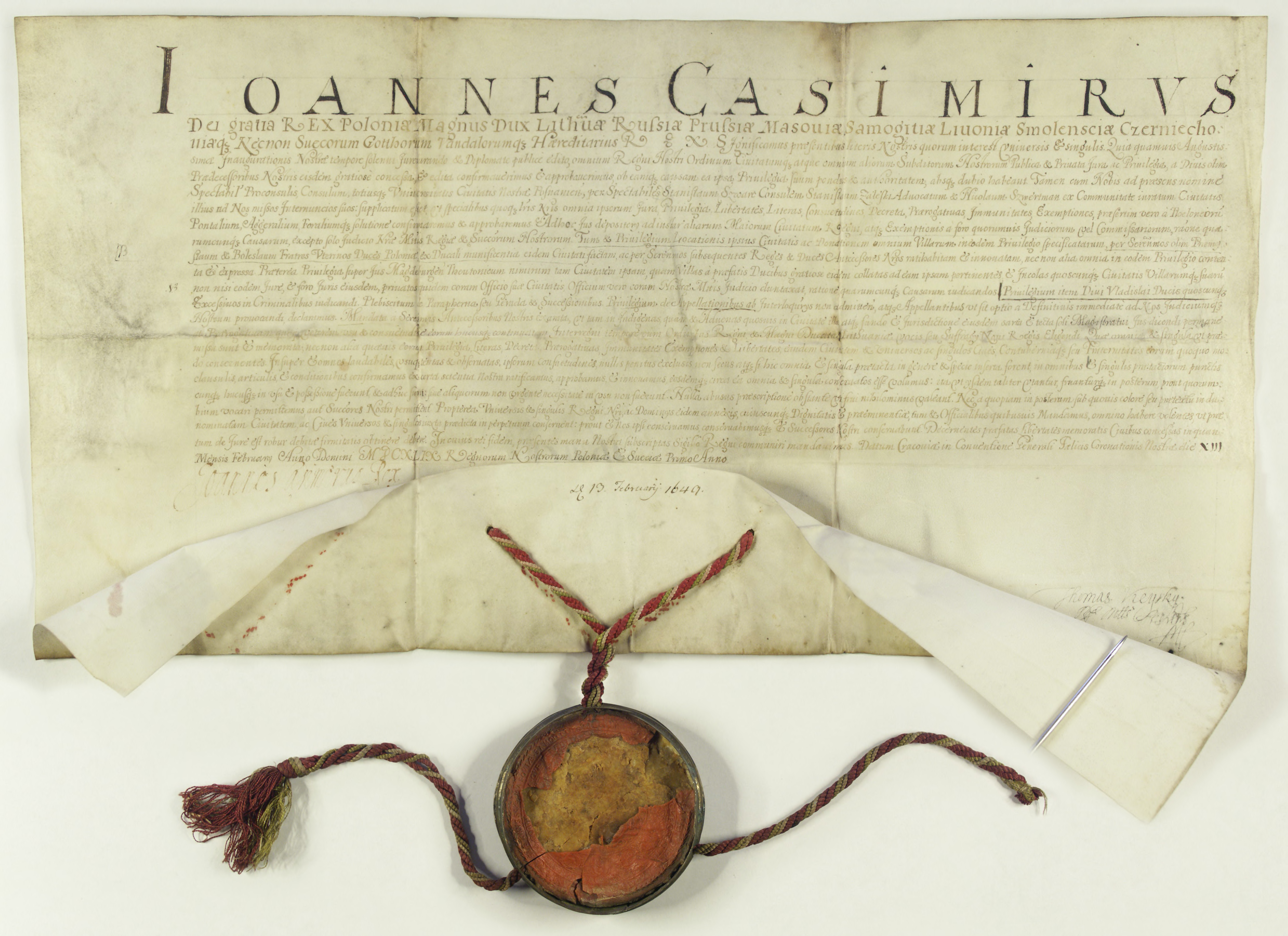
Podpis Tomasza Ujejskiego na dokumencie króla Jana Kazimierza, zatwierdzającym przywileje miasta Poznania (ze zbiorów Archiwum Państwowego w Poznaniu)

Tomasz Ujejski herbu Szreniawa bez Krzyża (ur. 1613, zm. 1 sierpnia 1689) – duchowny rzymskokatolicki, sekretarz królewski i kanonik płocki i warmiński, kustosz gnieźnieński.
Od 1656 był ordynariuszem kijowskim, nie rezydował w diecezji z powodu wojny z Rosją. 

Odznaczał się słodyczą, dobrocią i miłością apostolską, która różnowierców czcią i uszanowaniem przejęła. Gdyby wszyscy biskupi byli Ujejscy, niktby się od Kościoła nie oddzielił, tak mówili różnowiercy.

Sufragan warmiński w latach 1658–1677. Na sejmie abdykacyjnym 16 września 1668 roku podpisał akt potwierdzający abdykację Jana II Kazimierza Wazy. Był elektorem Michała Korybuta Wiśniowieckiego w 1669 roku z województwa kijowskiego. Elektor Jana III Sobieskiego z województwa kijowskiego w 1674 roku. W 1677 wstąpił do zakonu jezuitów. Absolwent studiów w Rzymie.
Pochowany w kościele klasztornym św. Ignacego Loyoli w Wilnie.